# Miconia chlorocarpa
Miconia chlorocarpa är en tvåhjärtbladig växtart som beskrevs av Célestin Alfred Cogniaux. Miconia chlorocarpa ingår i släktet Miconia och familjen Melastomataceae. Inga underarter finns listade i Catalogue of Life.